# Yambio
Yambio est une ville du Soudan du Sud, capitale de l'État de l'Équatoria-Occidental.  